# Golden Grove (Antigua en Barbuda)
Golden Grove is een wijk van Saint John's in de Caraïbische eilandstaat Antigua en Barbuda. Golden Grove ligt op het eiland Antigua, ongeveer twee kilometer ten zuiden van de hoofdstad Saint John's. In 2001 had Golden Grove 574 inwoners.. De plaats heeft een kerk en verschillende hotels. De voetbalclub heet Golden Grove.